# Projet Osisko
Pour les articles homonymes, voir Osisko et Malartic.
Le projet Osisko,, ou projet Canadian Malartic est un projet de mine aurifère à ciel ouvert situé dans la ville de Malartic, dans la région administrative de l'Abitibi-Témiscamingue au Québec et qui est devenue en 2011 l'une des plus grandes au Canada. La mine est sous la gestion de la Corporation minière Osisko (Osisko Mining Corporation), une société de développement minier basée à Montréal, Québec. Il s'agit d'un des 20 sites les plus prometteurs au monde pour une compagnie.
En décembre 2009, le gisement « Canadian Malartic » mesuré est estimé à 11,2 millions d'onces d'or ou 348 tonnes d'or.
Les ressources mesurées comme telles sont de 9,17 millions d'onces, soit une valeur d'environ 14.6 milliards de dollars canadiens, avec environ 1 600 $ US l'once d'or sur les marchés (gold markets) en juin 2012 et des coûts d'exploitation de 319 $ US l'once, se situant dans le plus bas quartile parmi les producteurs d'or mondiaux. La compagnie Canadian Malartic, au premier trimestre 2010, fait état d'une production de plus de 600 000 onces d'or par année sur une durée d'exploitation de plus de 12,2 ans (taux d'usinage de 55 000 tonnes par jour). Ses actions sont transigées à la bourse de Toronto sous le symbole « OSK » ainsi que sur la Deutsche Börse sous le symbole « EWX ».

## Description

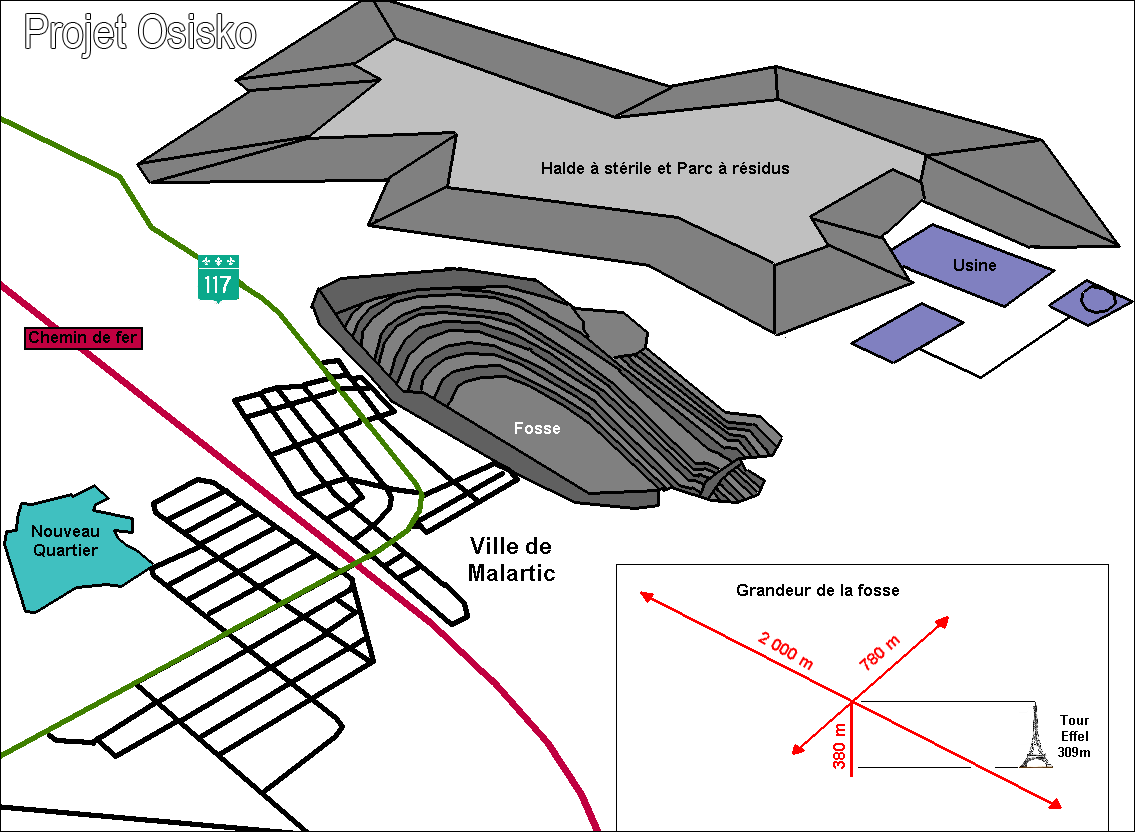
Projet Osisko en 3D autour des années 2025

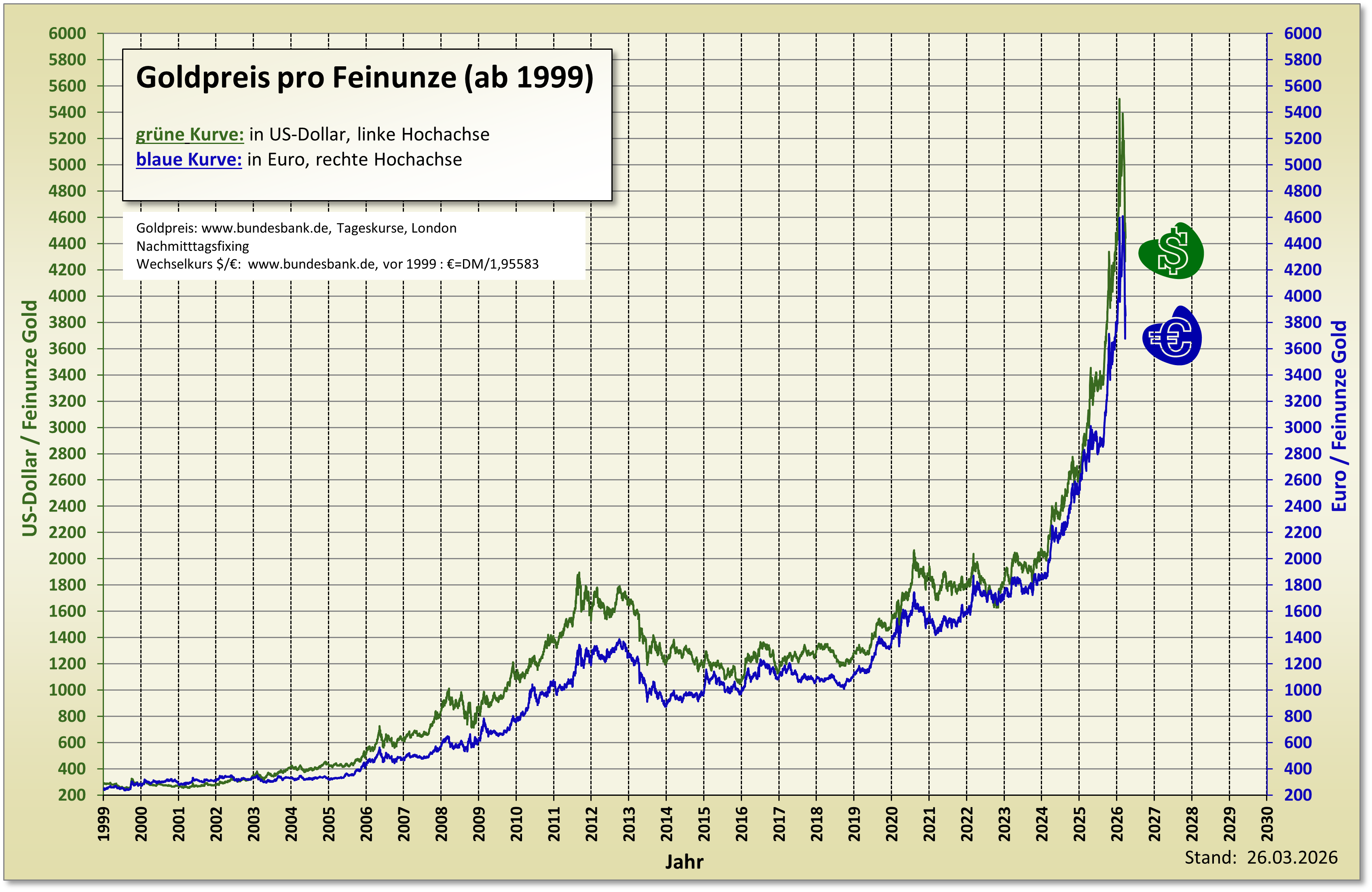
31.1 g ou une once d'or vaut environ 1800 $ US (octobre 2011)

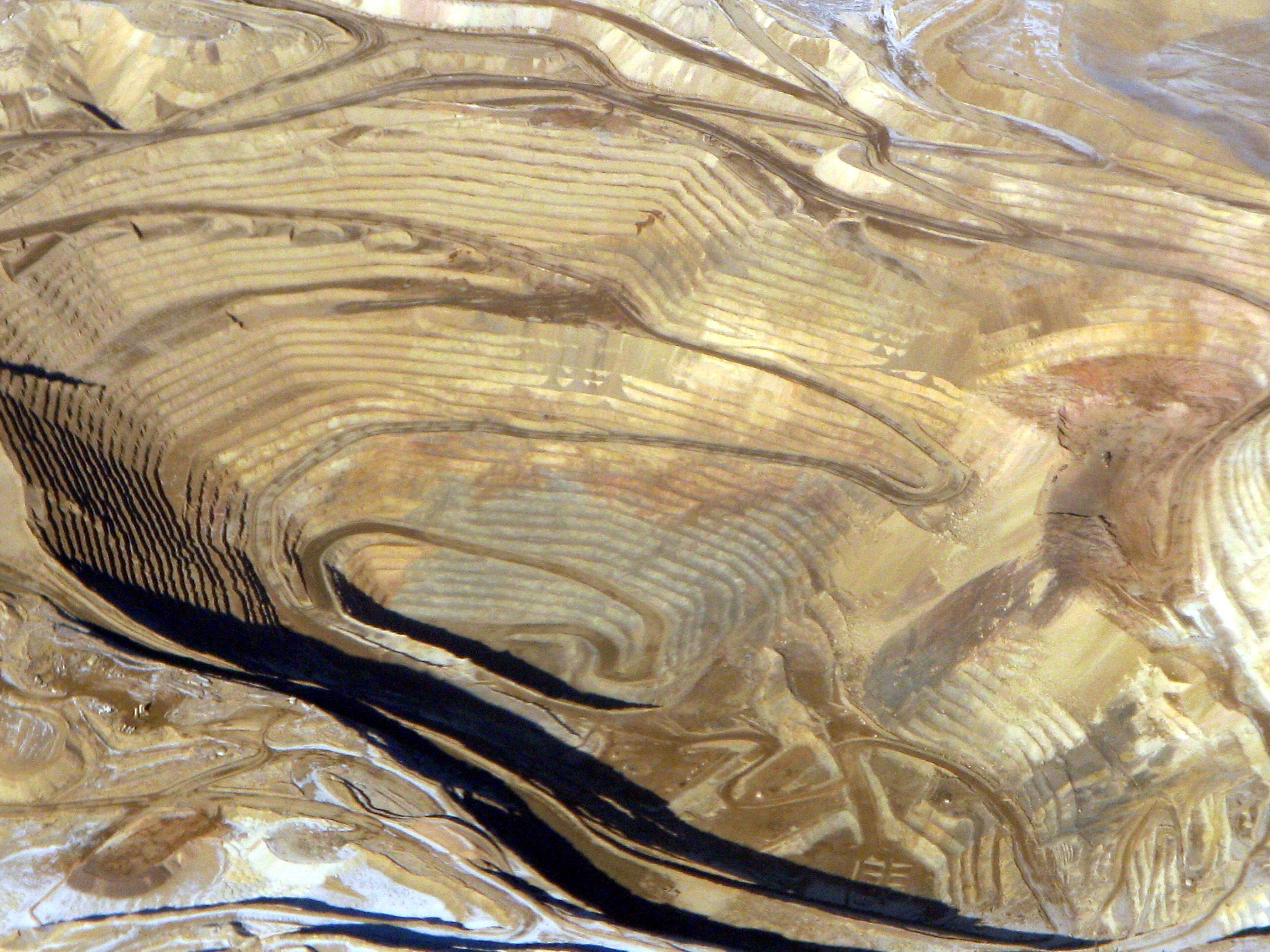
Exemple de mine à ciel ouvert

La fosse sera au terme de son exploitation de deux kilomètres de longueur sur 780 mètres de large et d'une profondeur de 380 mètres. Pour l'exécution du projet, un cinquième de la ville a été déplacée, soit 500 à 600 personnes sur une population totale de 3 592 hab. (2005), soit 205 maisons et 6 édifices publics relocalisées dans un nouveau secteur dans la partie nord de la ville.

## Géologie régionale

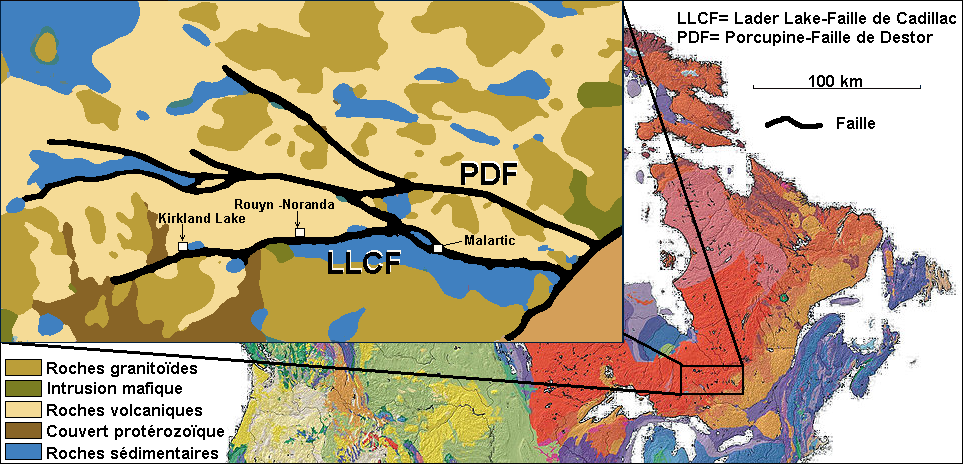
Faille de Cadillac

Le gisement aurifère, qui s'étend d'est en ouest sur 3 km, est situé sur la faille de Cadillac, une anomalie géologique du Québec qui tire son nom du canton de Cadillac où elle fut découverte. D'un point de vue géologique, le gisement Canadian Malartic se trouve au sud de la zone de faille Cadillac-Larder Lake, dans la sous-province du Pontiac, Province du Supérieur. Longue d'environ 320 km, la faille est très riche en gisements d'or, de cuivre, de zinc, de nickel et autres métaux non ferreux.
De type porphyre à or, le gisement se présente, selon les géologues d'Osisko, « sous forme d'un halo continu de disséminations d'or fin natif avec 1-3 % de pyrite à l'intérieur des sédiments clastiques altérés du Groupe de Pontiac (turbidites, grauwackes, mudstones et un peu de siltstones) qui recouvrent une intrusion dioritique porphyrique épizonale. La minéralisation se retrouve également dans les parties supérieures du porphyre. L'altération, à la fois dans le porphyre et les métasédiments, consiste en biotite – feldspath potassique – carbonate (altération potassique) à laquelle se surimpose une silicification de remplacement à grains fins. Les zones hautement silicifiées (« cherts ») sont fréquemment bréchifiées. Des veines tardives, de texture grossière, composées de quartz – feldspath – muscovite recoupent et causent de l'hématisation dans le porphyre des mines Canadian Malartic et Sladen Malartic. Ces veines remobilisent l'or pour produire localement des minéralisations filoniennes (stockwerks) de haute teneur (> 10 g/t Au) présentant de l'or visible. »

## Historique

### Première exploitation du gisement
Le gisement Canadian Malartic a été découvert en 1926. Le développement souterrain a commencé en 1928 et l'exploitation a débuté en 1935. Après avoir produit 1 076 000 onces d'or à partir de 9,93 millions de tonnes de minerai, la mine a terminé ses opérations en 1965. Canadian Malartic, Sladen Malartic et East Malartic ont été les principaux producteurs indépendants d'or dans la municipalité entre 1935 et 1983 avec une production totale d'environ 4,22 millions d'onces d'or.
Après la fermeture de la mine, il n'y a aucune activité sur la propriété jusqu'à son achat par Lac Minerals en 1979. De 1980 à 1988, le programme d'exploration de Lac Minerals définissent cinq zones aurifères près de la surface et indique une minéralisation non réfractaire et un taux de récupération de l'or de 86 à 90 % en utilisant le procédé conventionnel de cyanuration de l'or. Quand Barrick Gold fait l'acquisition de Lac Minerals au début des années 1990, tous les projets sont en suspens jusqu'en 2003, date de la vente du gisement à Mines McWatters. Cette dernière fait faillite en 2004, et à la fin de 2004, la compagnie Osisko l'achète. Le gisement Canadian Malartic qui appartient désormais à Osisko, seul dépôt aurifère souterrain à fort tonnage du Québec, a été l'objet d'une exploitation par la méthode de chantiers en longs trous jusqu'à une profondeur de 350 mètres et limitée aux zones minéralisées de hautes teneurs (> 3g/t Au,).

### Osisko: nouvel acquéreur
En novembre 2004, Osisko a acquis la propriété Canadian Malartic et initie en janvier 2005, une compilation détaillée de l'importante base de données historiques qui contient des données provenant de plus de 5 000 forages de surface et souterrains. Le programme de forage d'Osisko a débuté en mars 2005 sur la propriété et plus de 750 000 mètres de forage y ont été forés à ce jour.

### Préparatifs à l'exploitation
En mai 2006, une première consultation à l'église de Malartic est organisée sur le projet Osisko, l'animatrice du débat est Madame Hélène Thibault, commissaire d'école et directrice générale du Conseil local de développement de la ville de Malartic. Environ 350 personnes sont présentes.
En mai 2007, c'est-à-dire un an plus tard, Hélène Thibault devient à la fois directrice des communications de la compagnie Osisko et présidente de groupe de consultation de la ville. Jacques Saucier, un habitant de la ville de Malartic s'interrogea sur la transparence du groupe de consultation. Ce fut selon ces dires, « l'élément déclencheur » pour la mise en place du Comité de Vigilance de Malartic. Deux mois plus tard, en août 2007, à l'École secondaire Le Tremplin de Malartic, 75 personnes se présentent à la première réunion du Comité de Vigilance de Malartic et le fonde officiellement avec un noyau de 15 personnes. Selon Jacques Saucier, élu président, le Comité se donne pour objectif d'interpeller le groupe de consultation de la compagnie, vérifier le niveau de qualité des informations émises par la compagnie Osisko et de surveiller le groupe de consultation qui est composé de deux conseillers municipaux de la ville de Malartic, de deux employés de la compagnie et de trois citoyens issus du secteur relocalisé.
En septembre 2007, présidé par Gaétan Gilbert, aussi dirigeant de la compagnie Avionnerie Val-D'Or, la commission scolaire de l'Or et des Bois accepte que la compagnie paye tous les frais d'inscriptions scolaires aux enfants malarticois du niveau primaire et secondaire.
En décembre 2007, M. Sean Roosen, président et chef de la direction du projet depuis 2003, fait distribuer une dinde à chaque famille de Malartic et en même temps un sondage de la compagnie prend le pouls de la population sur son projet. Jude Boucher, un conseiller municipal de Malartic, en 2008 devient le directeur de la santé et sécurité d'Osisko.
En mars 2008, l'ancien maire de Malartic, Fernand Carpentier accepte de créer le Fonds d'Essor Malartic-Osisko (FEMO), un organisme à but non lucratif voué au développement durable de Malartic, dans lequel la compagnie Osisko verse en actions de la compagnie à la ville, la somme de 1,5 million $, en plus d'une somme de 150 000 $ qui sera renouvelée annuellement. Cela correspond à environ 0,04 % de la valeur totale du gisement exploitable. Sur chaque 10 000 $ que la mine exploitera, la ville de Malartic recevra environ 4 dollars sur 20 ans en incluant les 1,5 million $ en actions (300 000). Ce sont les seules redevances que recevra la communauté malarticoise. Selon MiningWatch Canada, le Québec figure dernier de peloton en matière de redevances minières, derrière la Saskatchewan et la Colombie-Britannique qui appliquent une redevance « plancher » sur la valeur produite.
En septembre 2008, le maire de Malartic, Fernand Carpentier démissionne prématurément de son poste et déménage dans la municipalité voisine de Rivière-Héva.
Le 19 août 2009, après avoir reçu les autorisations et permis du gouvernement du Québec, Osisko a entrepris la construction de la mine à ciel ouvert « Canadian Malartic ».

### Une expropriation
En avril 2010, Ken Massé, ancien conseiller municipal, reste le dernier citoyen de la municipalité à toujours posséder un terrain dans le quartier sud de la ville. Contrairement aux 205 autres ex-propriétaires du quartier, la compagnie Osisko n'avait toujours pas réussi à s'entendre avec lui au sujet de l'achat du terrain et de la maison. Une offre de 350 000$ sera refusée par le propriétaire même si la Cour supérieure du Québec a donné la permission à la minière de procéder à l'expropriation de la propriété. En effet, à l'opposé des États-Unis où le sous-sol est une propriété privée, au Canada, la loi sur les mines permet à une compagnie d'exproprier et d'exploiter un gisement selon ses propres conditions et compensations.Bryan Coates, vice-président aux finances d'Osisko affirme avoir « vraiment tout essayé. Malheureusement, la stratégie de la famille Massé ne nous a pas laissé d'autre option que le recours judiciaire ». Osisko a déménagé au total 138 maisons sur 205 du secteur sud de Malartic vers le quartier nord, les autres ont été détruites.

### Exploitation du gisement
En août 2010, la minière a reçu un avis d'infraction par les inspecteurs du ministère du Développement durable, de l'Environnement et des Parcs du Québec pour avoir enfreint la Loi sur la qualité de l'environnement en effectuant des travaux sans avoir reçu d'autorisation. La compagnie a dit que c'était un « malentendu » sans pour autant contester ledit avis.
En mai 2011, débute la production commerciale de la mine Canadian Malartic.

## Impacts

### Impacts socio-économiques

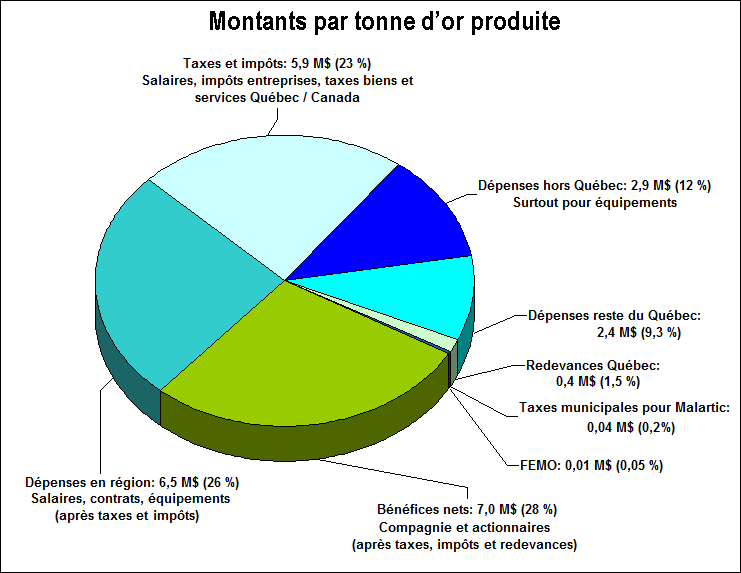
Montants par tonne d'or produite

« L'industrie minière de l'Abitibi-Témiscamingue fournit approximativement 69 % de l'or, 64 % du cuivre et 20 % de la production minière totale du Québec. Les investissements miniers en région représentent près du tiers de ceux effectués au Québec et les dépenses d'exploration et de mise en valeur, 44 % du total québécois. Le secteur des mines ainsi que les industries de services relatifs à l'exploration et à l'extraction généraient quelque 4 500 emplois directs en Abitibi-Témiscamingue en 2004. Les retombées de l'exploration et de l'exploitation des mines représentent 7 % de la main-d'œuvre régionale, c'est-à-dire un peu plus d'un emploi sur 14. »
À Malartic, près de 15 % des travailleurs exercent un métier qui sera sollicité dans le cadre de la construction des installations minières.

« OSISKO prévoit une exploitation dont le cycle de vie s'étalera sur 15 ans avec un budget annuel de 165 M$ (soit 2.47 milliards de dollars). Les retombées économiques annuelles totales au Québec découlant des dépenses de fonctionnement sont estimées à 96 M$. Une très forte proportion de ces dépenses serait réalisée dans la région immédiate du site. Au chapitre de l'emploi, 349 des 392 emplois directs prévus en exploitation seront occupés par des personnes habitant Malartic ou la région environnante. De plus, on estime que près des deux tiers des emplois indirects, soit 331 années-personnes, proviendront de résidents de la région. »

### Film documentaire
L'impact de la mine sur la ville fait l'objet du film documentaire Malartic, de Nicolas Paquet,.

## Revendications autochtones
Selon la coalition « Pour que le Québec ait meilleure mine ! », la non consultation des Premières Nations par la Corporation minière Osisko, ni le gouvernement du Québec est une lacune qui contrevient non seulement au devoir de consultation (et possiblement d'accommodation) prescrit par les récentes décisions de la Cour suprême du Canada, mais également au Protocole de consultation de l'Assemblée des Premières Nations du Québec et du Labrador,
Le Conseil Tribal de la Nation Algonquine Anishinabeg soutient que le gouvernement du Québec devrait exiger au préalable de la compagnie Osisko qu'elle respecte les droits des Algonquins. Le Conseil tribal, à travers son Chef Lucien Wabanonik, reproche à Québec de faire fi des décisions prises par la Cour à propos du titre aborigène. En effet, la Cour suprême du Canada a statué sur l'obligation qu'a la Couronne de consulter les groupes d'Autochtones concernés, en précisant que la consultation « doit être menée de bonne foi, dans l'intention de tenir compte réellement des préoccupations des peuples autochtones dont les terres sont en jeu ». Dans le même arrêt de l'article 35, la Cour clarifie davantage certains aspects de la relation fiduciaire entre la Couronne et les Autochtones : « la Couronne a l'obligation morale, sinon légale, d'entamer et de mener [des] négociations de bonne foi » avec les peuples autochtones.
Steeve Mathias, chef de Winneway qui est un Établissement dans la MRC du Témiscamingue, soutien que 75 membres de sa communauté qui vivent à Malartic n'ont ni été consultés sur le projet et ne recevront aucune « richesse qui seront extraites » selon ses propos.

## Prix et dons
En 2009, la minière Osisko a reçu plusieurs prix dont celui de prospecteur de l'année au Canada et au Québec. Osisko Mining Corporation et M. Robert Wares, vice-président directeur, chef de l'exploitation et fondateur d'Osisko, ont fait un don commun d'actions ordinaires à l'Université McGill, l'une des deux universités à Montréal offrant une instruction en langue anglaise, d'une valeur d'environ 4,1 millions de dollars,.